# إرفينغ دبليو. درو
إرفينغ دبليو. درو (بالإنجليزية: Irving W. Drew) هو سياسي أمريكي، ولد في 8 يناير 1845 في كوليبروك في الولايات المتحدة، وتوفي في 10 أبريل 1922 في الولايات المتحدة. حزبياً، نشط في الحزب الديمقراطي والحزب الجمهوري. وقد انتخب عضو مجلس ولاية نيوهامبشير وانتخب عضو مجلس الشيوخ الأمريكي.